# Zastava Mostara
Zastava Grada Mostara se sastoji od bijele podloge i sive lente, koja dijagonalno presijeca zastavu. U središtu zastave nalazi se grb Grada Mostara.

## Uporaba
Zastava Grada Mostara mora se isticati :
- na zgradama u kojima su smješteni Gradsko vijeće i Gradonačelnik,
- na zgradama pravnih osoba čiji je Grad Mostar osnivač,
- u dane praznika, na svim zgradama Gradske uprave Grada Mostara,
- u dane žalosti, na zgradama u kojima su smješteni Gradsko vijeće i Gradonačelnik, na pola koplja,
- u drugim slučajevima, sukladno zakonu.

Zastava Grada Mostara može se isticati:
- na zgradama pravnih osoba čiji je osnivač Grad,
- prigodom međunarodnih susreta, natjecanja i drugih skupova,
- prigodom svečanosti, proslava, političkih, kulturnih, sportskih i drugih manifestacija od značaja za Grad,
- u drugim slučajevima, ako njeno isticanje nije u suprotnosti s Odlukom o uporabi i zaštiti imena, grba i zastave Grada Mostara.[1]